# Steinkreis Meini Gwyr

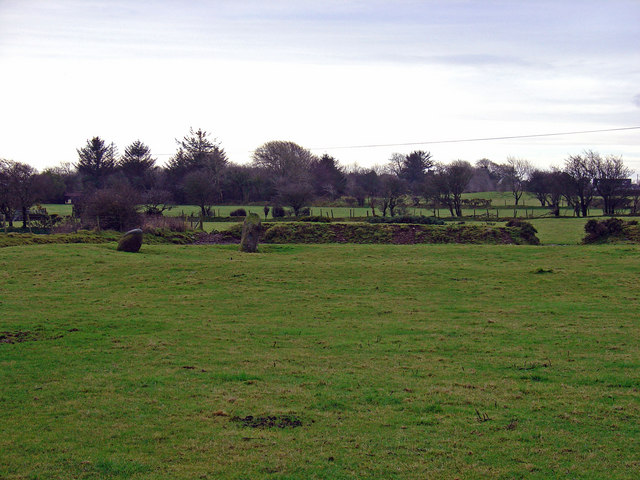
Meini Gwyr

Der neolithische Steinkreis Meini Gwyr (auch Buarth Arthur, deutsch „Arthurs Gehege“, genannt) nahe der Straße A478 bei Glandy Cross in Carmarthenshire, ist der einzige „Embanked Stone Circle“ (dt. umwallter Steinkreis) in Wales. 
Der einst aus 17 hohen Menhiren bestehende Steinkreis (walisisch cromlech) war von einem breiten, niedrigen Wall von etwa 36 Meter Außendurchmesser umgeben, der mit einem, im Zugangsbereich höheren Trockenmauerwerk gefasst wurde. Erhalten sind zwei Steine (1,7 und 1,0 Meter hoch) und ein Rest des Walles. Ein breiter, von acht hohen Menhiren begrenzter Zugang liegt im Westen.  
Die Lage der Struktur, nahe an der Quelle der Stonehenge Bluestones in den Preseli-Bergen und dem etwa 3 Kilometer entfernten Steinkreis von Gors Fawr machen es glaubhaft, dass hier einmal ein wesentlicher Platz der Gemeinschaft war.